# MAYA (女優)
MAYA（まや、1990年1月30日 - ）は、日本の女優、ファッションモデル。

## 経歴
日本人の父親、ホンジュラス人の母親の間に生まれる。父親の仕事の関係で5歳から6歳、12歳から14歳の計3年間ホンジュラスに住んでいた。それ以外は日本で過ごしている。
高2の頃から女優を志すようになり、その頃からいろんな事務所のオーディションを受けていた。
2008年に、都立国際高等学校を卒業後、清泉女子大学スペイン語スペイン文学科に入学するも、2012年に中退、同じ年に現事務所に所属した。
この頃は女優になることをあきらめて映画評論家になるために勉強を始める。そのためブログは映画ブログとなっている。芝居への夢を捨て切れず、再び女優を目指すようになる。

## 人物像
- 日本語の他に、英語、スペイン語が話せる。本人曰く英語よりもスペイン語の方が話せる[1][出典無効]。
- 物心ついた時から映画やお芝居が好きで、小さい頃よく見ていたのは『ナイトメア・ビフォー・クリスマス』、『ジュラシックパーク』、『ベートーベン』、『十戒』、『マスク』とあげている[1][出典無効]。
- 大学に入学してすぐに、同大の一年生の中から華やかな魅力ある1名を「アゼリアクィーン」として選出する新入生歓迎のイベントである「アゼリアクィーンコンテスト」で見事「アゼリアクィーン」に選ばれた。アゼリアとはスペイン語で「つつじ」を意味する。
- 趣味は映画鑑賞。大学の時に初めてスタンリー・キューブリックの『時計じかけのオレンジ』を見て衝撃を受け、そこから映画について勉強するようになり、それが映画評論に興味がでるきっかけとなる。
- 最も好きな監督はペドロ・アルモドバル、ウディ・アレン、園子温である。
- 声優の安野希世乃とは高校からの親友である。タレントのホラン千秋は、一つ上の高校の先輩である。

## 出演

### 映画
渇き。（2014年7月公開、監督:中島哲也) - クラブの女子役

### 短編映画
- わたしの王子（2014年7月公開、監督:小田学) - 里見先生役
- 幸せになるために（2014年11月28日公開) - ー茜役

### 舞台
三島由紀夫「近代能楽集」（2014年12月18日〜12月21日 ザムザ阿佐ヶ谷）ー 班女   花子役

### 広告
Neolive イメージモデル(2008年 - )

### イベント
アコット フラワーショー2013